# Ricardo Winicki
Ricardo Winicki Santos (Rio de Janeiro, 8 de maio de 1980), conhecido como Bimba, é um velejador brasileiro.

## Carreira
Começou a treinar o windsurf (ou prancha à vela) aos 11 anos de idade.
Disputou 5 edições Olímpicas: Sydney 2000, Atenas 2004 (ambas na classe mistral), Pequim 2008, Londres 2012 e Rio 2016, estas 3 últimas na classe RS:X, terminando respectivamente nas 15.ª, 4.ª, 5.ª, 9.ª e 7.ª colocações.
Campeão mundial em 2007, também possuiu outros dois vice-campeonatos mundiais (2002 e 2005), além de dois títulos do Mundial da Juventude (97 e 98).
Medalha de ouro nos Jogos Pan-Americanos de Santo Domingo em 2003, Rio 2007, Guadalajara 2011 e Toronto 2015 e prata em Winnipeg 1999.

## Ligações Externas
- Listagem de títulos de Bimba em seu site oficial